# Kulpmont
Kulpmont ist ein Borough im Northumberland County in Pennsylvania, Vereinigte Staaten. Das U.S. Census Bureau hat bei der Volkszählung 2020 eine Einwohnerzahl von 2.758 ermittelt.

## Geographie
Kulpmonts geographische Koordinaten lauten 40° 48′ N, 76° 28′ W (40,793177, −76,473440).
Nach den Angaben des United States Census Bureaus hat der Borough eine Gesamtfläche von 2,3 km², alles davon ist Land. Auch innerhalb der Boroughgrenzen ist das Gelände stark durch den Bergbau überformt.
Das Straßennetz ist am Verlauf der Pennsylvania Route 61 ausgerichtet; diese trägt im Ortsgebiet den Namen Chestnut Street. Nördlich parallel verlaufen Maple, Spruce, Pine, Walnut und Ash Street, während südlich Oak, Scott, Fir, Poplar und Wood Street liegen. Abgesehen von der Chesnut Street verlaufen nur Maple und Oak Street durch den gesamten Borough. Die rechtwinklig zur Hauptachse verlaufenden Straßen sind nummeriert, wobei die Nummerierung im Osten mit der 1st Street beginnt und im Westen ist die 16th Street die letzte Straße vor der Grenze zur Coal Township. Nördlich der Chestnut Street tragen die nummerierten Straßen das Präfix North bzw. N, südlich davon South bzw. S.
Über die North 6th Street ist Kulpmont mit dem im Nordosten direkt angrenzten Borough of Marion Heights verbunden.
Durch das inkorporierte Gebiet des Borough verläuft der Quaker Run, der weiter westlich einen namenlosen Zufluss von rechts empfängt, der den nördlichen Teil Kulpmonts entwässert, während der südliche Teil durch den Quaker Run entwässert wird.

## Geschichte
Der Borough of Kulpmont wurde am 24. August 1915 inkorporiert.

## Demographie
Zum Zeitpunkt des United States Census 2000 bewohnten 2985 Personen Kulpmont. Die Bevölkerungsdichte betrug 1226,1 Personen pro km². Es gab 1532 Wohneinheiten, durchschnittlich 629,3 pro km². Die Bevölkerung in Kulpmont bestand zu 98,89 % aus Weißen, 0,47 % Schwarzen oder African American, 0 % Native American, 0,03 % Asian, 0 % Pacific Islander, 0,23 % gaben an, anderen Rassen anzugehören und 0,37 % nannten zwei oder mehr Rassen. 0,54 % der Bevölkerung erklärten, Hispanos oder Latinos jeglicher Rasse zu sein.
Die Bewohner Kulpmonts verteilten sich auf 1338 Haushalte, von denen in 22,6 % Kinder unter 18 Jahren lebten. 49,5 % der Haushalte stellten Verheiratete, 9,5 % hatten einen weiblichen Haushaltsvorstand ohne Ehemann und 37,4 % bildeten keine Familien. 34,5 % der Haushalte bestanden aus Einzelpersonen und in 20,0 % aller Haushalte lebte jemand im Alter von 65 Jahren oder mehr alleine. Die durchschnittliche Haushaltsgröße betrug 2,22 und die durchschnittliche Familiengröße 2,85 Personen.
Die Bevölkerung verteilte sich auf 19,6 % Minderjährige, 5,7 % 18–24-Jährige, 25,3 % 25–44-Jährige, 24,1 % 45–64-Jährige und 25,3 % im Alter von 65 Jahren oder mehr. Der Median des Alters betrug 45 Jahre. Auf jeweils 100 Frauen entfielen 92,1 Männer. Bei den über 18-Jährigen entfielen auf 100 Frauen 87,1 Männer.
Das mittlere Haushaltseinkommen in Kulpmont betrug 29.263 US-Dollar und das mittlere Familieneinkommen erreichte die Höhe von 34.674 US-Dollar. Das Durchschnittseinkommen der Männer betrug 26.679 US-Dollar, gegenüber 22.075 US-Dollar bei den Frauen. Das Pro-Kopf-Einkommen belief sich auf 16.033 US-Dollar. 9,8 % der Bevölkerung und 6,7 % der Familien hatten ein Einkommen unterhalb der Armutsgrenze, davon waren 11,0 % der Minderjährigen und 10,1 % der Altersgruppe 65 Jahre und mehr betroffen.

## Verwaltung
Der Bürgermeister von Kulpmont heißt Bernie Novakoski. Außerdem gibt es sieben Gemeinderäte.
Kulpmont gehört zum Mount Carmel Area School District.